# Kanton Montoire-sur-le-Loir
Kanton Montoire-sur-le-Loir (francouzsky Canton de Montoire-sur-le-Loir) je francouzský kanton v departementu Loir-et-Cher v regionu Centre-Val de Loire. Tvoří ho 18 obcí.

## Obce kantonu
- Artins
- Couture-sur-Loir
- Les Essarts
- Les Hayes
- Houssay
- Lavardin
- Montoire-sur-le-Loir
- Montrouveau
- Les Roches-l'Évêque
- Saint-Arnoult
- Saint-Jacques-des-Guérets
- Saint-Martin-des-Bois
- Saint-Rimay
- Ternay
- Tréhet
- Troo
- Villavard
- Villedieu-le-Château